# NGC 3672
NGC 3672 је спирална галаксија у сазвежђу Пехар која се налази на NGC листи објеката дубоког неба.
Деклинација објекта је - 9° 47' 41" а ректасцензија 11h 25m 2,3s. Привидна величина (магнитуда) објекта NGC 3672 износи 11,4 а фотографска магнитуда 12,1. Налази се на удаљености од 28,4000 милиона парсека од Сунца. NGC 3672 је још познат и под ознакама MCG -2-29-28, UGCA 235, IRAS 11225-0931, PGC 35088.